# Ratomir Dujković
Ratomir Dujković (ur. 24 lutego 1946 w Borovie) – serbski trener piłkarski. Od września 2004 do lipca 2006 roku był selekcjonerem reprezentacji Ghany, którą jako pierwszy szkoleniowiec w historii wprowadził do mistrzostw świata. Na początku lat 90. pracował w sztabie szkoleniowym Crvenej Zvezdy Belgrad, która w 1991 roku triumfowała w Pucharze Mistrzów. W latach 1992–1994 był selekcjonerem reprezentacji Wenezueli. Później pracował w Zjednoczonych Emiratach Arabskich.
W 2004 roku prowadzona przez niego reprezentacja Rwandy po raz pierwszy w historii awansowała do Pucharu Narodów Afryki. W meczach eliminacyjnych pokonała Ghanę.
We wrześniu 2004 roku przejął od Portugalczyka Mariano Barreto stery drużyny narodowej Ghany, która wyprzedziła Republikę Południowej Afryki i Demokratyczną Republikę Konga i awansowała do Mundialu. W Niemczech drużyna, w której barwach grali m.in. Stephen Appiah, Michael Essien, Sulley Muntari, John Mensah i Asamoah Gyan, jako jedyny zespół z Afryki, dotarła do drugiej rundy, w której uległa 0:3 Brazylijczykom. Po mistrzostwach Dujković podał się do dymisji, tłumacząc się kłopotami zdrowotnymi.
W październiku 2006 roku został selekcjonerem olimpijskiej reprezentacji Chin.
Jako piłkarz Dujković występował na pozycji bramkarza. Grał w takich klubach jak FK Crvena zvezda Belgrad, Real Oviedo, NK Osijek i Galenika Zemun. Czterokrotnie zagrał w reprezentacji Jugosławii.